# Centre d'Esports Tortosa
El Centre d'Esports Tortosa és el club d'handbol de la ciutat, amb un equip sènior masculí que juga en la segona divisió catalana i alguns equips de base. Disputa els seus partits al Pavelló Ferreries de Tortosa.
El club va organitzar el 2019 les 12 Hores d'Handbol Joan Obiol Valldepèrez (que porten el nom en honor a l'exentrenador), el Torneig 3 Reis i l'Handbol Platja, i el 2022 la Tortosa Handball Cup, un torneig d'handbol de base que va acollir a més de 1.800 esportistes d'arreu de l'estat espanyol i a una selecció de l'equip alemany MTV Geismar; amb partits disputats pels diferents pavellons de la ciutat i els de Roquetes, la Ràpita, l'Ampolla, el Perelló i Camarles. Abans de la pandèmia de Covid-19, havia organitzat les 16 Hores d'Handbol.